# 生汐左衛門
生汐 左衛門（いくしお さえもん、1904年4月26日 - 没年不明）は、福岡県柳川市出身で、陸奥部屋に所属した元大相撲力士。本名は近藤 儀一郎。最高位は十両6枚目。

## 経歴
陸奥部屋に入門し、1923年1月序ノ口に就く。1932年5月十両に昇進。十両は2場所とも負け越しに終わった。1935年5月廃業。